# T.T ORCHESTRA
T.T ORCHESTRA（ティーティー・オーケストラ）は、日本のロック・スカバンド。立川俊之と田口耕郎を中心として2001年結成。

## メンバー
- 立川 俊之 (T.T) Vocal,Guitar 元大事MANブラザーズバンド
- 田口耕郎 (Coro) Drums 元CORVETTES、現在リーダーバンドであるザ・ヒットパレーズで四度目のメジャーデビュー。他アーティストのサポートとしても活躍
- 中川 進 - ウェイバックマシン（2004年9月29日アーカイブ分） (Susumu) Guitar 元TAX FREE、現在FAITHとしても活躍
- 平石 友実 (Tommy) Bass 元ジャッキー吉川とブルーコメッツ、白虎隊、Bad Bloods
- 仲 兼一郎 (Naka) Trumpet 他アーティストのサポートとしても活躍
- フクダ ヨシヤ - ウェイバックマシン（2002年4月3日アーカイブ分） (Taishow) Trumpet 他アーティストのサポート、作曲、プロデュースなど幅広く活躍
- 阿久澤 一哉 (Akkun) Trumpet 元Radio Swing
- 尾崎 泰輔 (Ozaky) Trombone 他アーティストのサポートとしても活躍
- 田口 悟史 (Tag) Alto Sax 他アーティストのサポートや、ソロとしても活躍
- 出村 道秋 (Demura) Tenor Sax

## ディスコグラフィー

### シングル
- 最大のピンチは絶好のチャンス（2004年9月8日）
  1. 最大のピンチは絶好のチャンス（2004年パラリンピックキャンペーンソング応援歌）
  2. Always

### アルバム
- Be bOp A gO Go !!（2003年8月1日）
  1. The Theme of T.T ORCHESTRA
  2. Merry X'mas to your heart
  3. 真夏のサスペンス
  4. River side hotel 1984
  5. 恋はリバティ
  6. 借金取りと返済のルール
  7. 夜空を見上げよう
  8. あの夏のメロディ
  9. Melodie～represent～